# Mikrobna kolagenaza
Mikrobna kolagenaza (EC 3.4.24.3,  kolagenaza, klostridiopeptidaza A, kolagenaza A, kolagenaza I, Achromobacter iophagus kolagenaza, kolagenaza, aspergilopeptidaza C, nukleolizin, azokolaza, metalokolagenaza, soikolagestin, Clostridium histolyticum proteinaza A, klostridiopeptidaza II, MMP-8, klostridiopeptidaza I, kolagenska peptidaza, kolagenska proteaza, kolagenaza MMP-1, metaloproteinaza-1, kolaza, matriks metaloproteinaza-1, MMP-1, matriks metaloproteinaza-8, matriks metaloproteinaza-18) je enzim. Ovaj enzim katalizuje sledeću hemijsku reakciju
Varenje prirodnog kolagena u regionu trostrukog heliksa na -Gly vezama. Na sintetičkim peptidima preferentno deluje na Gly u P3 i P1', Pro i Ala u P2 i P2', i hidroksiprolin, Ala ili Arg u P3'
Ovaj enzim je jedan od šest metaloendopeptidaza koji deluju na prirodni kolagen i koji su prisutni u medijumu bakterije Clostridium histolyticum.

## Literatura
- Nicholas C. Price; Lewis Stevens (1999). Fundamentals of Enzymology: The Cell and Molecular Biology of Catalytic Proteins (Third изд.). USA: Oxford University Press. ISBN 019850229X.
- Eric J. Toone (2006). Advances in Enzymology and Related Areas of Molecular Biology, Protein Evolution (Volume 75 изд.). Wiley-Interscience. ISBN 0471205036.
- Branden C; Tooze J. Introduction to Protein Structure. New York, NY: Garland Publishing. ISBN 0-8153-2305-0.
- Irwin H. Segel. Enzyme Kinetics: Behavior and Analysis of Rapid Equilibrium and Steady-State Enzyme Systems (Book 44 изд.). Wiley Classics Library. ISBN 0471303097.

## Spoljašnje veze
- Microbial+collagenase на 